# Supercopa Femenina de Costa Rica
La Supercopa Femenina de Costa Rica, o Super Copa UNIFFUT es un torneo de clubes femenino en la modalidad a partido único. 
La primera edición se jugó el 25 de noviembre de 2021 entre Alajuelense Campeonas de los torneos de Apertura y Clausura en la Primera División Femenina de Costa Rica y Saprissa como segundo lugar del Clausura en la Primera División Femenina de Costa Rica
Alajuelense quedó campeón derrotando 5-1 a Saprissa.

## Sistema de competición
La Supercopa se disputa a partir de 2021 a modo de final entre los dos equipos campeones de liga de los certámenes de Apertura y Clausura. En caso de que algún equipo se hiciera con ambos torneos, accederá a la Supercopa el mejor subcampeón que haya obtenido la mayor cantidad de puntos en la fase regular de clasificación.

## Historial
| Ed.       | Temporada | Campeón            | Resultado    | Subcampeón         | Máxima goleadora                | G         | Sede Final        | Nota(s)        |
| Supercopa | Supercopa | Supercopa          | Supercopa    | Supercopa          | Supercopa                       | Supercopa | Supercopa         | Supercopa      |
| --------- | --------- | ------------------ | ------------ | ------------------ | ------------------------------- | --------- | ----------------- | -------------- |
| 1         | 2021      | (D) Alajuelense FF | 5-1          | (S) Saprissa FF    | María Paula Salas (Alajuelense) | 4         | Ricardo Saprissa  | Primer campeón |
| 2         | 2022      | (S) Sporting F. C. | 1-1 (3-1 .p) | (D) Alajuelense FF | -                               | -         | Nacional          |                |
| 3         | 2023      | (D) Alajuelense FF | 2-1          | (S) Sporting F. C. | -                               | -         | Ernesto Rohrmoser |                |

Leyenda: (L)= Accede como campeón de liga de temporada; (Ap.)= Accede como campeón de Apertura; (Cl.)= Accede como campeón de Clausura; (D)= Accede como campeón de Apertura y Clausura, accediendo su rival como (S) subcampeón de uno de los torneos; C= Accede como campeón de Copa; (I)= Accede como invitado o situación especial.

## Palmarés
| Equipo         | Títulos | Subcamp. | Años campeón | Años subcampeón |
| -------------- | ------- | -------- | ------------ | --------------- |
| Alajuelense FF | 2       | 1        | 2021, 2023   | 2022            |
| Sporting F. C. | 1       | 1        | 2022         | 2023            |
| Saprissa FF    | 0       | 1        |              | 2021            |

## Estadísticas

### Tabla histórica de goleadoras
La goleadora histórica del torneo es María Paula Salas, quien convirtió cuatro goles en la edición de 2021 jugando para el Alajuelense.
| Pos. | Jugador            | G. |  | Club debut     | Otros clubes |
| 1    | María Paula Salas  | 4  |  | Alajuelense FF |              |
| 2    | Viviana Chinchilla | 1  |  | Alajuelense FF |              |
| 3    | Yomira Pinzón      | 1  |  | Saprissa FF    |              |
| 4    | Alexandra Pinell   | 1  |  | Alajuelense FF |              |
| 5    | Karla Riley        | 1  |  | Sporting F. C. |              |
| 6    | Anyela Mesén       | 1  |  | Alajuelense FF |              |
| 7    | Fabiola Villalobos | 1  |  | Alajuelense FF |              |
| 8    | Jeimy Umaña        | 1  |  | Sporting F. C. |              |

### Entrenadores
Se muestra un listado de los entrenadores campeones. 
| Entrenador      | Títulos | Años campeón | Clubes         |
| --------------- | ------- | ------------ | -------------- |
| Wilmer López    | 2       | 2021, 2023   | Alajuelense FF |
| Edgar Rodríguez | 1       | 2022         | Sporting F. C. |